# Calymmodon muscoides
Calymmodon muscoides är en stensöteväxtart som först beskrevs av Edwin Bingham Copeland, och fick sitt nu gällande namn av Edwin Bingham Copeland. Calymmodon muscoides ingår i släktet Calymmodon och familjen Polypodiaceae. Inga underarter finns listade.